# Norbert Herr

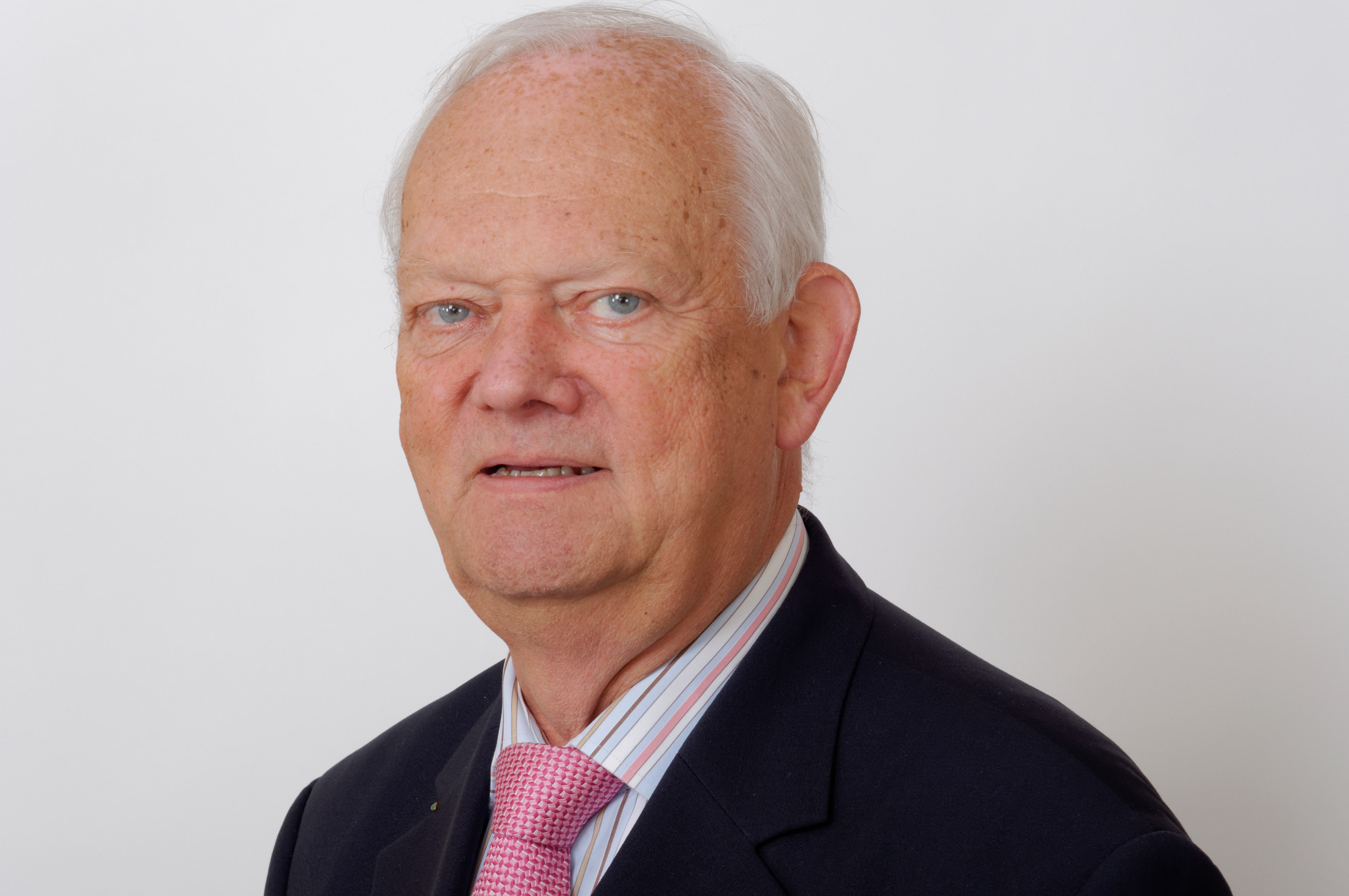
Norbert Herr (2013)

Norbert Herr (* 28. Mai 1944 in Fulda; † 14. Januar 2021 ebenda) war ein deutscher Politiker (CDU). Er war Abgeordneter des Deutschen Bundestages und des Hessischen Landtages.

## Ausbildung und Beruf
Nach dem Abitur am Freiherr-vom-Stein-Gymnasium in Fulda im Jahr 1963 studierte Herr Geschichte, Politik und Geographie in Frankfurt am Main. Herr schloss das Studium 1969 mit dem ersten Staatsexamen und 1970 mit einer Erweiterungsprüfung in Geographie ab. Das Referendariat absolvierte er von 1973 bis 1974 am Freiherr-vom-Stein-Gymnasium in Fulda (Abschluss: zweites Staatsexamen 1974). Im Jahr 1975 folgte die Promotion zum Dr. phil., gefördert durch ein Stipendium der Konrad-Adenauer-Stiftung.
Seit dem Jahr 1977 war Herr als Studienrat, später als Oberstudienrat am Freiherr-vom-Stein-Gymnasium in Fulda tätig. In der Zeit von 1983 bis 1984 hatte er einen nebenamtlichen Lehrauftrag an der Hochschule Fulda inne. Von 1989 bis 1990 war er stellvertretender Leiter des Ministerbüros im Hessischen Kultusministerium.
Norbert Herr war römisch-katholisch, verheiratet und hat vier Kinder. Er starb im Alter von 76 Jahren nach einer SARS-CoV-2-Infektion.

## Politik
Im Jahr 1971 trat Herr der Jungen Union und der CDU bei. In der JU war er Bezirksvorsitzender der JU Osthessen und Mitglied des Landesvorstands Hessen. In der CDU war er Mitglied des Kreisvorstands sowie stellvertretender Kreisvorsitzender der CDU Fulda.
Seit 1977 war Herr fast 44 Jahre Mitglied des Kreistages Fulda. Dort war er zunächst stellvertretender Fraktionsvorsitzender, bis er 2001 zum Fraktionsvorsitzenden gewählt wurde. Dieses Amt übte er über 20 Jahre bis zu seinem Tod aus. Zudem war Herr Vorsitzender des Arbeitskreises Schule und Kultur, Mitglied des Haupt- und Finanzausschusses und des Ausschusses für Wirtschaft, Planung und Verkehr sowie Mitglied des Ältestenrats des Kreistages. Außerdem war Herr Mitglied der Regionalversammlung Nordhessen für den Landkreis Fulda.
In den Jahren 1993 und 1994 war Herr Mitglied des Deutschen Bundestages.
Herr war dreimal Mitglied der Bundesversammlung zur Wahl des Bundespräsidenten (10. Bundesversammlung 1994, 14. Bundesversammlung 2010 und 15. Bundesversammlung 2012).
Seit dem 5. April 1995 war Herr Mitglied des Hessischen Landtages. Dort war er von 1999 bis 2008 stellvertretender Vorsitzender der CDU-Fraktion. Zudem war er stellvertretender Vorsitzender des Ausschusses für Wissenschaft und Kunst, Mitglied im Kulturpolitischen Ausschuss sowie Vorsitzender des Unterausschusses für Heimatvertriebene, Aussiedler, Flüchtlinge und Wiedergutmachung. Darüber hinaus war er Vorsitzender des Kuratoriums der Hessischen Landeszentrale für politische Bildung sowie Mitglied im Kuratorium der Stiftung „Podium junger Musiker“ und in der Landespersonalkommission.
Er vertrat als direkt gewählter Abgeordneter den Wahlkreis 15 - Fulda II im Landtag. Dort erzielte er mehrmals landesweit herausragende Wahlergebnisse. Herr trat bei der Landtagswahl 2013 aus Altersgründen nicht mehr an. Sein Nachfolger im Wahlkreis war Markus Meysner.
Von 2013 bis 2018 war Herr Vorsitzender des Kreisverbands Fulda der Senioren Union und danach stellvertretender Vorsitzender und Mitglied des Landesvorstands.

## Sonstige Ämter
Herr war Mitglied des Verwaltungsrats der Sparkasse Fulda und Aufsichtsratsmitglied der RhönEnergie Fulda GmbH.
Seit Mai 2006 war er zudem Mitglied und langjähriger Kreisvorsitzender des Hessischen Philologenverbands e. V.
Seit Studientagen 1963 war Herr Mitglied der katholischen Studentenverbindung KDStV Greiffenstein (Breslau) Frankfurt/Main, später auch der KDStV Adolphiana Fulda und der KDStV Arminia Heidelberg im CV. Von 1995 bis 2019 war er Philistersenior des CV-Altherrenzirkels Buchonia in Fulda und wurde später zu dessen Ehrenphilistersenior ernannt.
Sein Hobby war die Blasmusik. Er absolvierte eine Dirigentenausbildung an der Staatlichen Hochschule für Musik Trossingen. Von 1976 bis 1993 war er Leiter des Blasorchesters der Freiherr-vom-Stein-Schule in Fulda mit Erfolgen auf nationaler und internationaler Ebene (u. a. mehrfacher hessischer Jugendmeister, Deutscher Juniorenmeister 1981 und Preis beim Bundeswettbewerb für Orchester 1988 sowie verschiedene Dirigentenpreise). Das Orchester würdigte ihn später als Ehrendirigenten. Ehrenamtlich engagierte er sich als Präsident der Arbeitsgemeinschaft Hessischer Musikverbände (AHM) und war maßgeblich an der Gründung des Landesjugendblasorchesters Hessen beteiligt. 1980 gründete er den Kreis- und Stadtmusikverband Fulda, dessen Vorsitzender er bis zu seinem Tod war. Zur Erinnerung an seinen Gründer Dr. Norbert Herr hat der Kreis- und Stadtmusikverband Fulda im Oktober 2023 eine Ehrenmedaille für besondere Verdienste um die Blasmusik ausgelobt.

## Ehrungen und Auszeichnungen
2005 wurde Herr mit dem Verdienstorden der Bundesrepublik Deutschland (Verdienstkreuz am Bande) ausgezeichnet. 2016 erhielt er die Georg-Stieler-Medaille des Landkreises Fulda und 2020 den Hessischen Verdienstorden. Für seine Verdienste für die Blasmusik wurde er mit der CISM-Medaille des Internationalen Musikbundes ausgezeichnet.

## Werke
als Autor:
- Gebietsreform Fulda. Analyse der „Vorschläge für die gebietliche Neugliederung der Landkreise Fulda und Hünfeld und der Stadt Fulda“ des Hessischen Ministers des Innern vom Oktober 1971. Fulda 1971
- Fulda und Osthessen. Ein Beitrag zur Methodik der zentralörtlichen Bereichsgliederung. Parzeller, Fulda 1975 (zugl. Univ.-Diss. Frankfurt am Main), ISBN 3-7900-0057-4

als Herausgeber:
- 100 Jahre AHZ Buchonia Fulda im CV. 1892–1992. Geschichte des Altherrenzirkels. Fulda 1992.
- Musik, die uns verbindet. 25 Jahre Kreis- und Stadtmusikverband Fulda e. V. Fulda 2005, ISBN 3-00-016870-2.